# Phylloxylon xiphoclada
Phylloxylon xiphoclada är en ärtväxtart som först beskrevs av John Gilbert Baker, och fick sitt nu gällande namn av Du Puy, Labat och Brian David Schrire. Phylloxylon xiphoclada ingår i släktet Phylloxylon och familjen ärtväxter. IUCN kategoriserar arten globalt som akut hotad. Inga underarter finns listade i Catalogue of Life.